# 学校法人城西大学
学校法人城西大学は東京都千代田区にある学校法人。大学2校、短期大学1校を開設する。

## 沿革
- 1965年（昭和40年）学校法人城西大学設立認可、城西大学設立
- 1983年（昭和58年）城西大学女子短期大学部開設
- 1992年（平成4年）城西国際大学開設
- 2006年（平成18年）城西大学女子短期大学部を共学化し、城西短期大学開設

## 設置教育機関
- 城西大学
- 城西国際大学
- 城西短期大学

## 系属校
以下の学校は別の学校法人による設置校であり、城西大学の系属校にあたる
- 城西大学附属城西中学校・高等学校 （学校法人城西学園）
- 城西大学付属川越高等学校 （学校法人城西川越学園）